# Chris Mullin
Chris Mullin (celým jménem Christopher Paul Mullin * 30. června 1963) je bývalý americký profesionální basketbalista.
Je držitelem dvou zlatých medailí z olympijských her - z Los Angeles v roce 1984 (ještě jako univerzitní hráč) a z Barcelony 1992, kde byl členem legendárního amerického Dream Teamu. Člen Basketbalové síně slávy (Basketball Hall of fame).
Mullin hrál během své kariéry v NBA za následující týmy:
- Golden State Warriors: 1985 - 1997
- Indiana Pacers: 1997 - 2000
- Golden State Warriors: 2000 - 2001

Se svou výškou 201 centimetrů hrál obvykle na pozici číslo 3, tzv. small forward.
Během své kariéry měl opakované problémy s alkoholem a podstoupil úspěšnou protialkoholní terapii. Po skončení kariéry zůstal u Warriors jako viceprezident. Je ženatý, má tři syny.